# Языковой фальсификатор года
Языковой фальсификатор года (нем. Sprachpanscher des Jahres) — ежегодная антипремия, учреждённая Ассоциацией немецкого языка в 1997 году.
Присуждается людям, допускающим «особо заметные ошибки при обращении с немецким языком». На церемонии награждения критикуется использование англицизмов, премия присуждается «за ненужное вытеснение немецких терминов за счет импорта из англосаксонского зарубежья, а также за демонтаж немецкого языка как языка культуры и науки в целом».
«Языковыми фальсификаторами» организация считает людей, которые осознанно или из недостатка знаний используют новые заимствованные слова, когда для них есть устоявшиеся немецкие аналоги. Такие заимствования часто оправдываются тем, что для некоторых вещей нет подходящего немецкого слова, а призывы к более бережному обращению с языком называют устаревшими взглядами. Организация придерживается мнения, что между немецкими словами и иностранными аналогами создаются небольшие различия в значении, чтобы подтвердить необходимость заимствования этих слов.